# Храм Рождества Христова (Немчиновка)
Храм Рождества Христова в Немчиновке — действующий православный храм в селе Немчиновка Московской области.

## История
Храм построен в годы Первой мировой войны. Фотографий его не сохранилось. Был закрыт в 1934 году, его последний настоятель расстрелян три года спустя на Бутовском полигоне. Также был расстрелян дьякон Елисей Фёдорович Штольдер, ныне причисленный к лику новомучеников и исповедников российских. Здание церкви было снесено, на её месте построен клуб.

## Современное состояние
Возрождение храма началось уже в XXI веке. В 2002 году была восстановлена приходская община церкви. Богослужения проходили во временном помещении поселкового клуба, который находился на месте разрушенного храма. Тогда же прихожане начали активный сбор средств для построения нового здания. 3 февраля 2005 года был утвержден эскизный проект и получено благословение Высокопреосвященного Ювеналия, митрополита Крутицкого и Коломенского на строительство трехпрестольного храма. Центральный престол храма был назван в честь Рождества Христова, боковой придел — в честь иконы Божией Матери «Утоли моя печали», придел в цокольном этаже с крестильным храмом — в честь священномученика диакона Елисея Штольдера. Первое богослужение в храме состоялось на праздник Рождества Христова в 2007 году.
В 2012 году на колокольню храма были установлены восемь колоколов.